# Michelle Meldrum
Michelle Meldrum (ur. 28 września 1968 w Detroit, zm. 21 maja 2008) – amerykańska gitarzystka rockowa.
Meldrum urodziła się w Detroit, w stanie Michigan, w rodzinie muzyków i aktorów (jej dziadek to Thomas Hubbard, a wujek – Elbert Hubbard). Jej rodzina przeniosła się do Los Angeles, kiedy Meldrum miała 13 lat. Wtedy też po raz pierwszy założyła zespół o nazwie Wargod, w którym grał również Gene Hoglan późniejszy perkusista Dark Angel, Death czy Strapping Young Lad.
Kolejnym jej zespołem był Phantom Blue – jeden z nielicznych wyłącznie kobiecych zespołu heavymetalowych. Pełniła w nim rolę zarówno lidera, jak i gitarzystki oraz producenta muzycznego. Phantom Blue nagrał debiutancki album zatytułowany po prostu Phantom Blue, który został wydany przez Shrapnel Records w Stanach Zjednoczonych oraz Roadrunner Records w Europie. W tamtym czasie z dość dużym powodzeniem zespół odbył trasę koncertową na arenie międzynarodowej.
Meldrum poślubiła gitarzystę zespołu Europe, Johna Noruma w 1995 roku. Przenieśli się do Szwecji, gdzie Meldrum utworzyła zespół o nazwie Meldrum, heavymetalowy zespół z wielonarodowymi korzeniami. Zespół ten, w którym charakterystyczny styl śpiewania Moa Holmsten został połączony z agresywnymi, ale melodyjnymi riffami gitarowymi oraz z agresywną sekcją rytmiczną, stworzył unikatowy styl, dając Meldrum sporą popularność.
Meldrum zapadła w śpiączkę 18 maja 2008 w wyniku udaru mózgu. Zmarła 21 maja w rezultacie ograniczenia dopływu tlenu i krwi do mózgu przez torbielowatą narośl, co spowodowało śmierć mózgu. Osierociła trzyletniego synka Jake’a Thomasa.